# Dudu Azevedo
Carlos Eduardo Cardoso de Azevedo (Niterói, Rio de Janeiro, 8 de noviembre de 1978), más Conocido como Dudu Azevedo, es un actor y baterista brasileño. Es miembro de la Banda Redtrip, donde toca la batería desde 2005 Y de Tianastácia desde 2020.

## Biografía
Fruto de una familia de cuatro hijos, Dudu Azevedo nació en la ciudad de Río de Janeiro y se crio en Niterói, donde aún vive. Durante su infancia fue influenciado por bandas como Rush , Pink Floyd y AC/DC . Los hermanos rasparon los discos y él asimiló las lecciones diarias de rock. Era más que natural entonces que la música se infiltrara con fuerza durante la adolescencia. Jimi Hendrix , Gonzaguinha , Hermeto Pascoal, los senderos del gusto se abrieron. A los 12 años, Dudu regatea el contrabajo que le ofrecen sus padres y asume una vocación por las baquetas, comenzando como baterista. Paralelamente a la música, casi por accidente, se encontró actor. A los 14 años debutó en lo que pronto se convertiría en un pequeño clásico de la televisión nacional de la década de 1990: la serie Confessões de Jovens , en TV Cultura en São Paulo . Interpretando al personaje de Danton, protagoniza con actrices emergentes como Leandra Leal y está dirigida por el reconocido cineasta Daniel Filho. 
Diez años después, abrió nuevos caminos en el cine. Después de dar vida al baterista Guto Goffi en Cazuza - O Tempo não Para , protagoniza la película Ódiquê? , premiado en el Festival de Cine Independiente de Nueva York en 2004. Como protagonista del largometraje Pode Crer! (2007), Dudu comparte plató con Maria Flor, Gregório Duvivier y Marcelo Adnet , afirmando su lugar entre los nombres más talentosos de su generación. En 2010 protagoniza y compone con Red Trip el tema principal de la comedia Muita Calma Nessa Hora, un gran éxito de taquilla dirigida por Felipe Joffily. Ator versátil, seja na comédia adolescente (Pode Crer!), en biografía de héroes de música juvenil (Cazuza – O Tempo Não Para) en los dramas ásperos (Odiqué?), Dudu viene Haciendo un papel importante en Peliculas que buscan retractar al joven brasileño en el cine.
Después de terminar su matrimonio de cinco años con la médica Fernanda Mader, el actor confirma el 22 de julio su fin de contrato con la Record y destacó que tiene una buena relación con su exmujer.
El 2020 Dudu se junta con el grupo mineiro Tianastácia.

## Filmografía

### Televisión
| Año     | Título                         | Papel                            | Notas                            |
| ------- | ------------------------------ | -------------------------------- | -------------------------------- |
| 1994–96 | Confesiones de adolescentes    | Danton                           |                                  |
| 1996    | O Campeão                      | João Carlos Paes (Carlão)        |                                  |
| 2003    | Celebridad                     | Bernardo (Bidu)                  | Episodios: "9–23 de Abril"       |
| 2004    | Como una Ola                   | Querubim Flores Amarante         |                                  |
| 2005    | A História de Rosa             | Henrique Boltaza                 | Especial de fin de año           |
| 2006    | JK                             | Cássio Machado                   |                                  |
| 2006    | Minha Nada Mole Vida           | Wagner                           | Episodio: "O Novo Namorado Novo" |
| 2006    | Cobras & Lagartos              | Rodrigo                          | Episodio: "18 de Junio"          |
| 2006    | Pé na Jaca                     | Petrônio Palhares (Pipoca)       |                                  |
| 2007    | Toma Lá, Dá Cá                 | Paulo                            | Episodio: "Língua Não Tem Osso"  |
| 2007    | Dos caras                      | Paulo Barreto Filho (Barretinho) |                                  |
| 2008    | Três hermanas                  | Alexandre Galvão (Xande)         |                                  |
| 2009    | Cuna de gato                   | Roberto Alves Moreira            |                                  |
| 2011    | insensato Corazon              | Neymar                           | Episodios: "9–19 de Marzo"       |
| 2011    | Amor en 4 actos                | Fernando                         | Episodio: "Meu Único Defeito"    |
| 2011    | Fina Estampa                   | Wallace Mu                       |                                  |
| 2013    | Flor del Caribe                | Teniente Amadeu de Assis         |                                  |
| 2014    | Hombre nuevo                   | Arthur Nigri (Tuca)              |                                  |
| 2014    | Por Eso Yo Soy Vengativa       | Gonçalves                        | Episodio: "Gonçalves"            |
| 2014    | Vídeo Show                     | Repórtero                        |                                  |
| 2015    | Babilônia                      | Bento Machado                    |                                  |
| 2016    | Discovery Documenta            | presentador                      |                                  |
| 2016    | Lúcia McCartney                | Germano                          |                                  |
| 2016    | Moisés y los diez mandamientos | Zur                              |                                  |
| 2017    | El rico y Lázaro               | Asher - Lázaro                   |                                  |
| 2018    | Apocalipsis                    | Jesús                            | Episodio: "25 de Junio"          |
| 2018    | Jesús                          | Jesús                            | Papel principal                  |
| 2021    | Génesis                        | Jesús                            | Episodios: "17–22 de Mayo"       |
| 2021    | Vai Que Cola                   | Lindomar/El mismo                | 9ª Temp. - Episódio 33           |
| 2022    | Un bandido del futuro          | Rufino                           |                                  |

### Cinema
| Año  | Título                     | Papel               | Notas        |
| ---- | -------------------------- | ------------------- | ------------ |
| 2004 | Ódiquê?                    | Duda                |              |
| 2004 | Cazuza - El tiempo no para | Guto Goffi          |              |
| 2006 | 1972                       | Ricardinho Zeppelin |              |
| 2007 | Podecrer!                  | João                |              |
| 2010 | Muita Calma Nessa Hora     | Juca                |              |
| 2011 | Qualquer Gato Vira-Lata    | Marcelo             |              |
| 2013 | Xphobia                    | Tuca (voz)          | Cortometraje |
| 2015 | Qualquer Gato Vira-Lata 2  | Marcelo             |              |
| 2022 | Nunca Fuimos Tan Modernos  | Argeu               |              |

## Premios y nominaciones
| Año  | Premio                  | Categoría        | Trabajo          | Resultado | Ref.          |
| ---- | ----------------------- | ---------------- | ---------------- | --------- | ------------- |
| 2004 | Prêmio Qualidade Brasil | Actor Revelacion | Como una Ola     | Nominado  |               |
| 2017 | Prêmio Contigo! Online! | Mejor Actor      | El rico y Lázaro | Nominado  | [ 9 ]         |
| 2018 | Troféu AIB de Imprensa  | Mejor Actor      | Jesús            | Nominado  | [ 10 ]        |
| 2018 | Prêmio Contigo          | Mejor Actor      | Jesús            | Ganador   | [ 11 ] [ 12 ] |
| 2019 | Troféu Internet         | Mejor Actor      | Jesús            | Nominado  | [ 13 ]        |